# Greg Marcks
Greg Marcks (nascut el 12 d'agost de 1976) és un director de cinema i guionista estatunidenc.

## Primers anys
Marcks va créixer a la ciutat de Chelmsford (Massachusetts) i va assistir a la Chelmsford High School. Va estudiar escriptura creativa a la Universitat Carnegie Mellon de Pittsburgh (Pennsilvània). Va rebre un M.F.A en direcció al Conservatori Cinematogràfic de la Universitat Estatal de Florida a Tallahassee, on va escriure i dirigir Lector, un curtmetratge que va guanyar diversos premis en festivals de cinema. inclòs un Oscar d'Estudiants de l'Acadèmia d'Arts i Ciències Cinematogràfiques.

## Carrera
Marcks va escriure i dirigir la molt aclamada pel·lícula independent 11:14 protagonitzada per Hilary Swank, Patrick Swayze, Barbara Hershey, Rachael Leigh Cook, Ben Foster i Colin Hanks.
La seva pel·lícula Echelon Conspiracy, una pel·lícula de thriller d'acció protagonitzada per Shane West, Edward Burns, Martin Sheen, Jonathan Pryce i Ving Rhames es va estrenar als cinemes als Estats Units el 27 de febrer de 2009. La pel·lícula, tot i que és de ficció, tracta sobre el programa de col·lecció SIGINT del món real ECHELON, dirigit per la NSA. Tanmateix, la pel·lícula va fracassar a taquilla.
El proper projecte de Marcks, una pel·lícula basada en You Don't Love Me Yet, una novel·la de Jonathan Lethem, tracta sobre les escapades romàntiques dels companys de banda que viuen al Silver Lake barri de Los Angeles.

## Filmografia

### Film
| Any  | Pel·lícula            | Director | Actor | Guionista |
| ---- | --------------------- | -------- | ----- | --------- |
| 2000 | Lector                | Sí       | No    | Sí        |
| 2003 | 11:14                 | Sí       | No    | Sí        |
| 2009 | Echelon Conspiracy    | Sí       | No    | No        |
| 2017 | Static                | Sí       | No    | No        |
| 2019 | Lily                  | No       | Sí    | No        |
| 2019 | When She Speaks       | No       | Sí    | No        |
| TBA  | You Don't Love Me Yet | Sí       | No    | Sí        |